# Elecciones regionales en Cesar de 2023
Las Elecciones regionales de Cesar de 2023, se llevaron a cabo el 29 de octubre de 2023. En el departamento de Cesar fueron elegidos los siguientes cargos para un periodo de cuatro años contados a partir del 1° de enero de 2024:
- Gobernador de Cesar: Jefe administrativo y ejecutivo del departamento.
- 11 Diputados de la Asamblea departamental
- Alcaldes municipales y concejales municipales para cada uno de los 25 municipios del departamento.
- Junta Administradora Local (Colombia) para las 6 comunas y los 25 corregimientos de la ciudad de Valledupar.

## Candidatos oficializados a Gobernación
Candidatura retirada pero presente en el tarjetón, por lo que sus votos son contados.
     Candidatura retirada antes de la impresión del tarjetón definitivo.
|  | 44.13 % |

|  | 35.03 % |

|  | 8.29 % |

|  | 5.30 % |

|  | 1.00 % |

|  | 0.75 % |

|  | 0.53 % |

|  | 0.45 % |

|  | 0.11 % |

|  | 0.00 % |

|  | 0.00 % |

|  | 4.35 % |

|  | 1.64 % |

|  | 6.00 % |

## Asamblea Departamental del Cesar
Las siguientes son las listas presentadas organizadas según su posición en el tarjetón.
|  | 10.66 % |

|  | 3.32 % |

|  | 11.65 % |

     – Partidos que no superaron el umbral

#### Diputados electos
| Concejal Electo                 | Partido o Coalición                  | Votos   |
| ------------------------------- | ------------------------------------ | ------- |
| Jorge Antonio Barros Gnecco     | Partido de la Unión por la Gente     | 33.730  |
| Jorge Andrés Pana Ramos         | Partido de la Unión por la Gente     | 17.674  |
| Carlos Alberto Daza Lobo        | Partido Liberal                      | 21.869  |
| Jesús Javier Suárez Moscote     | Partido Liberal                      | 14.047  |
| Miguel Ángel Gutiérrez Ramírez  | Partido Cambio Radical               | 21.945  |
| Raúl Romero Rodríguez           | Partido Cambio Radical               | 17.848  |
| José Mario Rodríguez Barriga    | Partido Conservador                  | 29.769  |
| Fawzi Muvdi Anillo              | Partido Conservador                  | 17.503  |
| Manuel Gutiérrez Pretel         | Partido Alianza Social Independiente | 11.760  |
| Ronalt Arturo Castilla Brochel  | Coalición AV - MIRA - EM             | 8.100   |
| Claudia Margarita Zuleta Murgas | Partido Centro Democrático           | [ n 1 ] |

## Candidaturas a alcaldía y concejo por municipio
Candidatura retirada pero presente en el tarjetón, por lo que sus votos son contados.
     Candidatura retirada antes de la impresión del tarjetón definitivo.

### Aguachica

#### Candidatos a alcaldía
|  | 47.54 % |

|  | 33.62 % |

|  | 7.83 % |

|  | 4.70 % |

|  | 1.26 % |

|  | 0.76 % |

|  | 0.55 % |

|  | 0.44 % |

|  | 0.43 % |

|  | 0.33 % |

|  | 0.23 % |

|  | 0.28 % |

|  | 0.06 % |

|  | 1.94 % |

|  | 1.80 % |

|  | 1.50 % |

#### Concejo municipal
|  | 2.14 % |

|  | 2.04 % |

|  | 2.61 % |

     – Partidos que no superaron el umbral

##### Concejales electos
| Concejal Electo                | Partido o Coalición                    | Votos |
| ------------------------------ | -------------------------------------- | ----- |
| José Julián Pacheco Pérez      | Partido Centro Democrático             | 1.553 |
| Elder Eliécer Manzano Flórez   | Partido Centro Democrático             | 809   |
| Marta Cecilia García Martínez  | Alianza Democrática Amplia             | 568   |
| Marcela Peña García            | Alianza Democrática Amplia             | 542   |
| José Francisco Sánchez Vega    | Partido de la Unión por la Gente       | 775   |
| Ania Guevara Rey               | Partido de la Unión por la Gente       | 579   |
| Haiver José Navarro Pino       | Partido Liberal                        | 1.562 |
| David Andrés Beltrán Cogollo   | Partido Liberal                        | 386   |
| Ariel Fernando Torres Caro     | Partido Cambio Radical                 | 1.076 |
| Jairo Alonso Ojeda Pérez       | Partido Conservador Colombiano         | 1.065 |
| Miguel Ángel Hernández Sánchez | G.S.C. Juntos por Aguachica            | 688   |
| Jhony Said Jiménez Ordóñez     | Partido Alianza Social Independiente   | 628   |
| José Alfredo Sandoval García   | Colombia Justa Libres                  | 679   |
| Helmer Contreras Ortega        | Coalición Alianza Verde y Partido MIRA | 1.042 |
| Huber Vargas Barbosa           | Autoridades Indígenas de Colombia      | 445   |

### Agustín Codazzi

#### Candidatos a alcaldía
|  | 35.55 % |

|  | 30.41 % |

|  | 22.67 % |

|  | 4.18 % |

|  | 2.72 % |

|  | 1.01 % |

|  | 0.82 % |

|  | 0.67 % |

|  | 0.62 % |

|  | 0.20 % |

|  | 0.11 % |

|  | 0.00 % |

|  | 0.98 % |

|  | 1.70 % |

|  | 1.85 % |

#### Concejo municipal
|  | 1.51 % |

|  | 2.34 % |

|  | 3.71 % |

     – Partidos que no superaron el umbral

##### Concejales electos
| Concejal Electo                 | Partido o Coalición                           | Votos   |
| ------------------------------- | --------------------------------------------- | ------- |
| Fresney Rodríguez Rojas         | Coalición Alianza Verde y Partido MIRA        | 688     |
| Esteban Rafael Bula Núñez       | Coalición Alianza Verde y Partido MIRA        | 580     |
| Yeiseth Miranda Benavides       | Coalición Alianza Verde y Partido MIRA        | 534     |
| Iris Milena Almarales Vásquez   | Partido Alianza Verde                         | [ n 1 ] |
| Javin Álvarez Contreras         | Partido Cambio Radical                        | 756     |
| Thomas Rafael Ovalle Elguedo    | Partido Cambio Radical                        | 539     |
| Rafael Alberto Castro Monroy    | Autoridades Indígenas de Colombia             | 726     |
| Christian Amín Ríos Ramírez     | Autoridades Indígenas de Colombia             | 553     |
| Eliécer Andrés Argote Bolaño    | Alianza Democrática Amplia                    | 359     |
| Ángela María García Martínez    | Movimiento Fuerza Ciudadana                   | 381     |
| Carlos Manuel Carvajal Vega     | Partido Liberal                               | 704     |
| Enoc Javier Clavijo Vargas      | Movimiento Alternativo Indígena y Social MAIS | 1.069   |
| Gustavo Enrique Rodríguez Arias | Partido de la Unión por la Gente              | 448     |
| Arlés Navarro García            | Partido Alianza Social Independiente          | 461     |
| Jhon Alexander Rubio Araújo     | G.S.C. Codazzi con Futuro y en Paz            | 477     |

### Astrea

#### Candidatos a alcaldía
|  | 55.09 % |

|  | 35.56 % |

|  | 6.25 % |

|  | 2.50 % |

|  | 0.57 % |

|  | 0.74 % |

|  | 1.48 % |

#### Concejo municipal
|  | 0.67 % |

|  | 2.06 % |

|  | 2.27 % |

     – Partidos que no superaron el umbral

##### Concejales electos
| Concejal Electo                | Partido o Coalición                           | Votos   |
| ------------------------------ | --------------------------------------------- | ------- |
| José Alfredo Rivera Barrios    | Partido de la Unión por la Gente              | 620     |
| Luis Carlos Rodríguez Polanco  | Partido de la Unión por la Gente              | 562     |
| Blanca Lorena Torres Alcendra  | Partido de la Unión por la Gente              | 387     |
| Samuel Enrique Ramírez Troye   | Partido Conservador Colombiano                | 457     |
| Over Alonso Carrillo Gómez     | Partido Conservador Colombiano                | 451     |
| Inés Puertas Rodríguez         | Partido Cambio Radical                        | 367     |
| Roberto Carlos Reyes Rodríguez | Partido Cambio Radical                        | 292     |
| Elkin Leonith Viloria Lenguas  | Partido Liberal                               | 440     |
| Yajaira Cenith Sanjuan Ríos    | Partido Liberal                               | [ n 1 ] |
| Manuel Bustillo Jiménez        | Alianza Democrática Amplia                    | 297     |
| Andrés Reynaldo Mora Crespo    | Movimiento Alternativo Indígena y Social MAIS | 362     |

### Becerril

#### Candidatos a alcaldía
|  | 46.76 % |

|  | 45.21 % |

|  | 6.14 % |

|  | 1.21 % |

|  | 0.15 % |

|  | 0.60 % |

|  | 0.61 % |

|  | 1.21 % |

#### Concejo municipal
|  | 0.00 % |

|  | 0.00 % |

|  | 0.00 % |

     – Partidos que no superaron el umbral

##### Concejales electos
| Concejal Electo               | Partido o Coalición                           | Votos |
| ----------------------------- | --------------------------------------------- | ----- |
| Marielena Pedrozo Capitán     | Partido Conservador Colombiano                | 483   |
| Jhonny Levit Beleño Rodríguez | Partido Conservador Colombiano                | 330   |
| Edgar David López Rúa         | Partido Liberal                               | 428   |
| Miller José Vargas Tovar      | Partido Liberal                               | 284   |
| Martha Eliana Ávila Saavedra  | Movimiento Alternativo Indígena y Social MAIS | 444   |
| Mildret Sofía Guzmán Suárez   | Partido Colombia Renaciente                   | 294   |
| Juan Luis Oliveros García     | Partido Cambio Radical                        | 251   |
| Eduar José Arias Mejía        | Partido de la Unión por la Gente              | 316   |
| Roberto Luis Pachón Barreto   | Partido Alianza Verde                         | 221   |
| Rodrigo Alfonso Ochoa Toncel  | Partido La Fuerza de la Paz                   | 263   |
| Yeiner Molina Chinchilla      | Partido Independientes                        | 317   |

### Bosconia

#### Candidatos a alcaldía
|  | 42.29 % |

|  | 39.17 % |

|  | 39.17 % |

|  | 1.29 % |

|  | 1.03 % |

|  | 1.10 % |

|  | 2.47 % |

#### Concejo municipal
|  | 0.85 % |

|  | 2.95 % |

|  | 2.89 % |

     – Partidos que no superaron el umbral

##### Concejales electos
| Concejal Electo                   | Partido o Coalición                                                | Votos   |
| --------------------------------- | ------------------------------------------------------------------ | ------- |
| Arlhey Luis Barrios Meneses       | Partido de la Unión por la Gente                                   | 818     |
| Carlos Arturo Pérez Lombana       | Partido de la Unión por la Gente                                   | 735     |
| Urbano José Charris Jiménez       | Partido de la Unión por la Gente                                   | 688     |
| Angie Carolina Camargo Guerra     | Partido En Marcha                                                  | 658     |
| Andrés Manuel Domínguez Blanco    | Partido En Marcha                                                  | 577     |
| Gina Patricia Orozco Beleño       | Nuevo Liberalismo                                                  | 561     |
| Euripides Arévalo Arévalo         | Nuevo Liberalismo                                                  | 549     |
| Luis Felipe Gámez Terán           | Partido Conservador Colombiano                                     | 549     |
| José Joaquín Martínez Trujillo    | Partido Conservador Colombiano                                     | 513     |
| Nidia Paola Toroca Lázaro         | Partido Cambio Radical                                             | 677     |
| Juan Sebastián Villalobos Virgüez | Coalición por Bosconia (ADA/AV/MIRA)                               | 421     |
| Carlos Julio Escorcia Acosta      | Movimiento Alternativo Indígena y Social MAIS                      | 552     |
| Danilo Rafael Ospino Flórez       | Bosconia Social y Competitiva (Partido de la U, Nuevo Liberalismo) | [ n 1 ] |

### Chimichagua

#### Candidatos a alcaldía
|  | 35.31 % |

|  | 30.26 % |

|  | 24.64 % |

|  | 5.51 % |

|  | 3.55 % |

|  | 0.19 % |

|  | 0.51 % |

|  | 1.15 % |

|  | 1.09 % |

#### Concejo municipal
|  | 1.10 % |

|  | 2.93 % |

|  | 3.12 % |

     – Partidos que no superaron el umbral

##### Concejales electos
| Concejal Electo                | Partido o Coalición                           | Votos |
| ------------------------------ | --------------------------------------------- | ----- |
| Jorge Antonio Gómez Ospino     | Partido Conservador Colombiano                | 792   |
| Sergio Luis Martínez Rangel    | Partido Conservador Colombiano                | 493   |
| Aracelis López Mejía           | Partido Conservador Colombiano                | 464   |
| César Augusto Ospino Pérez     | Partido Alianza Social Independiente          | 462   |
| Alexis Guillén Villalobos      | Partido Alianza Social Independiente          | 258   |
| Fabián de Jesús Pedrozo Pabón  | Partido Cambio Radical                        | 420   |
| Pedro Nel Martínez Garrido     | Partido Cambio Radical                        | 332   |
| Martín Moisés Díaz Caro        | Movimiento Alternativo Indígena y Social MAIS | 340   |
| Neil Cárdenas Serpa            | Partido Alianza Verde                         | 396   |
| Eutimio Dávila Mancilla        | Partido de la Unión por la Gente              | 341   |
| José Miguel Hernández Chamorro | Partido Independientes                        | 337   |
| Carlos Eduardo Amaris Palomino | Partido Ecologista Colombiano                 | 252   |
| Daniel Nobles Caro             | Partido Centro Democrático                    | 424   |

### Chiriguaná

#### Candidatos a alcaldía
|  | 36.52 % |

|  | 33.27 % |

|  | 27.23 % |

|  | 1.58 % |

|  | 0.63 % |

|  | 0.00 % |

|  | 0.00 % |

|  | 0.74 % |

|  | 0.68 % |

|  | 1.22 % |

#### Concejo municipal
|  | 0.93 % |

|  | 2.27 % |

|  | 2.74 % |

     – Partidos que no superaron el umbral

##### Concejales electos
| Concejal Electo                | Partido o Coalición                  | Votos |
| ------------------------------ | ------------------------------------ | ----- |
| Abel Antonio Parra Guerra      | Autoridades Indígenas de Colombia    | 466   |
| Anselmo Omar Ruiz García       | Autoridades Indígenas de Colombia    | 460   |
| Hernando Eladio Enciso Arévalo | Autoridades Indígenas de Colombia    | 442   |
| César Eduardo Soto Hernández   | Partido Liberal                      | 593   |
| Janier Rafael Ruiz Barrios     | Partido Liberal                      | 368   |
| Aldair Posada Gutiérrez        | Partido Alianza Social Independiente | 347   |
| José Joaquín Coronel Martínez  | Partido Conservador Colombiano       | 466   |
| Jean Carlos Campos Soto        | Partido Nuevo Liberalismo            | 516   |
| María Isabel Angulo Caamaño    | Movimiento de Salvación Nacional     | 339   |
| Olmer Ernesto Forero Vides     | Partido Alianza Verde                | 387   |
| Milciades José Castañez Orta   | Partido Cambio Radical               |       |
| Ricardo Antonio García Torres  | Partido de la Unión por la Gente     | 547   |
| Ahmed Yamil Dagil Turizo       | Partido En Marcha                    | 405   |

### Curumaní

#### Candidatos a alcaldía
|  | 48.13 % |

|  | 36.29 % |

|  | 8.80 % |

|  | 2.12 % |

|  | 1.51 % |

|  | 1.07 % |

|  | 0.84 % |

|  | 0.00 % |

|  | 1.21 % |

|  | 1.04 % |

|  | 1.85 % |

#### Concejo municipal
|  | 1.11 % |

|  | 2.75 % |

|  | 2.58 % |

     – Partidos que no superaron el umbral

##### Concejales electos
| Concejal Electo               | Partido o Coalición                           | Votos   |
| ----------------------------- | --------------------------------------------- | ------- |
| Ludis Johana Sánchez          | G.S.C. HM Diferente                           | 829     |
| Juan Carlos Mena León         | G.S.C. HM Diferente                           | 684     |
| Cristian Danilo Rojas Segura  | G.S.C. HM Diferente                           | 695     |
| Luis Alfonso Villegas Sánchez | Partido Liberal                               | 949     |
| Eduardo Guillén Benjumea      | Partido Liberal                               | 468     |
| Richar Pérez Arévalo          | Partido Cambio Radical                        | 622     |
| Brayan Stiven Ortega Soto     | Partido Cambio Radical                        | 616     |
| Hatien Quiroz Caicedo         | Partido de la Unión por la Gente              | 459     |
| Arnoldo Caballero Cárcamo     | Partido Gente en Movimiento                   | 706     |
| Oscar Eduardo Velaides Campo  | Partido Alianza Social Independiente          | 493     |
| Lenyn Enrique Cadena Vega     | Partido Conservador Colombiano                | 529     |
| Jhon Jairo Rodríguez Quintero | Movimiento Alternativo Indígena y Social MAIS | 529     |
| Alex Adrián Oliveros Galindo  | Movimiento Alternativo Indígena y Social MAIS | [ n 1 ] |

### El Copey

#### Candidatos a alcaldía
|  | 40.61 % |

|  | 35.78 % |

|  | 9.39 % |

|  | 10.32 % |

|  | 1.57 % |

|  | 0.84 % |

|  | 0.44 % |

|  | 0.08 % |

|  | 0.02 % |

|  | 0.93 % |

|  | 1.74 % |

|  | 1.48 % |

#### Concejo municipal
|  | 1.66 % |

|  | 2.35 % |

|  | 5.22 % |

     – Partidos que no superaron el umbral

##### Concejales electos
| Concejal Electo                       | Partido o Coalición                  | Votos   |
| ------------------------------------- | ------------------------------------ | ------- |
| Germán Andrés Guarnizo González       | Partido Cambio Radical               | 567     |
| Yoherli Patricia de la Rosa Hernández | Partido Cambio Radical               | 465     |
| Liliana Martínez Amaya                | Partido Liberal                      | 554     |
| Adriana Luz Ayala Arias               | Partido Liberal                      | 495     |
| José Ignacio Orozco Zubiría           | Partido Colombia Renaciente          | 488     |
| Carlos Alberto Cantillo Mora          | Partido Colombia Renaciente          | 340     |
| Franklin Hernán Ariza Morales         | Alianza Democrática Amplia           | 211     |
| Carlos Enrique Carranza Montes        | Alianza Democrática Amplia           | 201     |
| Alex Meléndez Andrade                 | Partido Alianza Social Independiente | 384     |
| Jeison José Contreras Julio           | Partido Nuevo Liberalismo            | 257     |
| Jeisson Manuel Villalba Julio         | Partido Verde Oxígeno                | 342     |
| Jhon Jairo Daza Rueda                 | Partido de la Unión por la Gente     | 839     |
| Delkis Elena Fernández Pereira        | Partido de la Unión por la Gente     | [ n 1 ] |

### El Paso

#### Candidatos a alcaldía
|  | 47.09 % |

|  | 35.97 % |

|  | 6.27 % |

|  | 5.88 % |

|  | 3.47 % |

|  | 0.10 % |

|  | 0.00 % |

|  | 0.00 % |

|  | 1.19 % |

|  | 1.27 % |

|  | 1.05 % |

#### Concejo municipal
|  | 0.00 % |

|  | 0.00 % |

|  | 0.00 % |

     – Partidos que no superaron el umbral

##### Concejales electos
| Concejal Electo          | Partido o Coalición              | Votos   |
| ------------------------ | -------------------------------- | ------- |
|                          |                                  |         |
|                          |                                  |         |
|                          |                                  |         |
|                          |                                  |         |
|                          |                                  |         |
|                          |                                  |         |
|                          |                                  |         |
|                          |                                  |         |
|                          |                                  |         |
|                          |                                  |         |
|                          |                                  |         |
|                          |                                  |         |
| Luis Alberto Murgas Pupo | Partido de la Unión por la Gente | [ n 1 ] |

### Gamarra

#### Candidatos a alcaldía
|  | 39.47 % |

|  | 3.00 % |

|  | 1.86 % |

|  | 1.82 % |

|  | 0.00 % |

|  | 51.42 % |

|  | 1.30 % |

|  | 4.24 % |

Tras haber ganado el voto en blanco por mayoría absoluta, se repetirán las elecciones de alcaldía el 24 de diciembre de 2023.

##### Candidatos a la alcaldía para elecciones atípicas
|  | 45.92 % |

|  | 26.97 % |

|  | 25.67 % |

|  | 0.25 % |

|  | 0.13 % |

|  | 0.42 % |

|  | 0.53 % |

|  | 0.10 % |

#### Concejo municipal
|  | 3.85 % |

|  | 2.53 % |

|  | 3.99 % |

     – Partidos que no superaron el umbral

##### Concejales electos
| Concejal Electo                 | Partido o Coalición                  | Votos   |
| ------------------------------- | ------------------------------------ | ------- |
| Edin Mendoza Felizzola          | Partido de la Unión por la Gente     | 472     |
| Yair Antonio Cadena Estrada     | Partido de la Unión por la Gente     | 390     |
| Juan de Dios García             | Partido de la Unión por la Gente     | 147     |
| Jaime Heli Giraldo Escudero     | Partido Conservador Colombiano       | 335     |
| Luis Alberto Álvarez Silva      | Partido Conservador Colombiano       | 235     |
| Andrés Mauricio Armesto Sánchez | Partido Alianza Social Independiente | 408     |
| Nahúm Pacheco Nariño            | Partido Alianza Social Independiente | 185     |
| Rafael David Quiroz Mariño      | Alianza Democrática Amplia           | 137     |
| Eduar Mendoza Felizzola         | Partido Cambio Radical               | 297     |
| Grineldo Quintero Quiñones      | Partido En Marcha                    | 185     |
| Shirley Paola Franco Otálora    | Partido Conservador Colombiano       | [ n 1 ] |

### González

#### Candidatos a alcaldía
|  | 50.41 % |

|  | 49.06 % |

|  | 0.52 % |

|  | 0.44 % |

|  | 0.44 % |

#### Concejo municipal
| Partido / Coalición / G.S.C.         | Tipo                 | Candidato mayor votado      | Votos | Porcentaje | Curules |
| ------------------------------------ | -------------------- | --------------------------- | ----- | ---------- | ------- |
| Partido de la Unión por la Gente     | Abierta              | Yulieth Manzano Manzano     | 1.073 | 28,50%     | 3/9     |
| Partido Conservador Colombiano       | Abierta              | Yobany Pava Navarro         | 789   | 20,48      | 2/9     |
| Partido Liberal                      | Abierta              | Mahidely Santiago Molina    | 742   | 20,54%     | 2/9     |
| Partido Colombia Renaciente          | Abierta              | Geny Paola Páez Castilla    | 682   | 19,68%     | 2/9     |
| Partido Alianza Social Independiente | Abierta              | Eider Oscar Paredes Sánchez | 287   | 7,50%      | 0/9     |
| Partido Alianza Verde                | Abierta              | Sólo por la lista           | 100   | 2,63%      | 0/9     |
| Votos en blanco                      | Votos en blanco      | Votos en blanco             | 21    |            |         |
| Votos nulos                          | Votos nulos          | Votos nulos                 | 57    |            |         |
| Tarjetas no marcadas                 | Tarjetas no marcadas | Tarjetas no marcadas        | 61    |            |         |
| Total votos válidos                  | Total votos válidos  | Total votos válidos         | 3.694 | 3.694      | 3.694   |

     – Partidos que no superaron el umbral

##### Concejales electos
| Concejal Electo              | Partido o Coalición              | Votos |
| ---------------------------- | -------------------------------- | ----- |
| Yulieth Manzano Manzano      | Partido de la Unión por la Gente | 232   |
| Jeonier Bohórquez Portillo   | Partido de la Unión por la Gente | 203   |
| Said Rivera Vargas           | Partido de la Unión por la Gente | 165   |
| Yobany Pava Navarro          | Partido Conservador Colombiano   | 210   |
| Iber Miguel Durán Chinchilla | Partido Conservador Colombiano   | 169   |
| Mahidely Santiago Molina     | Partido Liberal                  | 169   |
| Iván Santiago Durán          | Partido Liberal                  | 137   |
| Geny Paola Páez Castilla     | Partido Colombia Renaciente      | 222   |
| María Eloína Duarte Portillo | Partido Colombia Renaciente      | 153   |

### La Gloria

#### Candidatos a alcaldía
|  | 63.99 % |

|  | 26.28 % |

|  | 8.62 % |

|  | 0.28 % |

|  | 0.90 % |

|  | 0.99 % |

|  | 1.76 % |

#### Concejo municipal
| Partido / Coalición / G.S.C.                  | Tipo                 | Candidato mayor votado         | Votos | Porcentaje | Curules |
| --------------------------------------------- | -------------------- | ------------------------------ | ----- | ---------- | ------- |
| Partido Liberal Colombiano                    | Abierta              | Jesús Felipe Navarro Beleño    | 2.134 | 25,95%     | 3/11    |
| Partido Conservador Colombiano                | Abierta              | Donaldo José Vilardy Gutiérrez | 1.930 | 24,48%     | 3/11    |
| Partido Colombia Renaciente                   | Abierta              | Wilmer Carvajalino Pedrozo     | 1.913 | 23,41%     | 3/11    |
| Partido de la Unión por la Gente              | Abierta              | Almer Beleño Pedrozo           | 1.208 | 14,61%     | 1/11    |
| Partido Alianza Democrática Amplia            | Abierta              | Jairo Dávila Hernández         | 611   | 7,47%      | 1/11    |
| Coalición Pacto Histórico                     | Cerrada              | Lista cerrada                  | 255   | 2,95%      | 0/11    |
| Movimiento Alternativo Indígena y Social MAIS | Abierta              | Teobaldo Narváez Cañas         | 32    | 0,49       | 0/11    |
| Votos en blanco                               | Votos en blanco      | Votos en blanco                | 57    |            |         |
| Votos nulos                                   | Votos nulos          | Votos nulos                    | 204   |            |         |
| Tarjetas no marcadas                          | Tarjetas no marcadas | Tarjetas no marcadas           | 226   |            |         |
| Total votos válidos                           | Total votos válidos  | Total votos válidos            | 8.140 | 8.140      | 8.140   |

     – Partidos que no superaron el umbral

##### Concejales electos
| Concejal Electo                 | Partido o Coalición              | Votos   |
| ------------------------------- | -------------------------------- | ------- |
| Jesús Felipe Navarro Beleño     | Partido Liberal                  | 573     |
| Héctor Raúl Chinchilla Cabrales | Partido Liberal                  | 426     |
| Daner Quintero                  | Partido Liberal                  | 322     |
| Donaldo José Vilardy Gutiérrez  | Partido Conservador Colombiano   | 684     |
| Miguel Alfonso Romero Martínez  | Partido Conservador Colombiano   | 352     |
| Marly Domínguez Romero          | Partido Conservador Colombiano   | 244     |
| Wilmer Carvajalino Pedrozo      | Partido Colombia Renaciente      | 601     |
| Nolfi Contreras Pahuana         | Partido Colombia Renaciente      | 534     |
| Esmeralda Villazón Romero       | Partido Colombia Renaciente      | 472     |
| Almer Beleño Pedrozo            | Partido de la Unión por la Gente | 326     |
| Martha Ligia Gamarra Verdooren  | Alianza Democrática Amplia       | [ n 1 ] |

### La Jagua de Ibirico

#### Candidatos a alcaldía
|  | 65.80 % |

|  | 28.93 % |

|  | 2.71 % |

|  | 0.67 % |

|  | 0.63 % |

|  | 1.24 % |

|  | 1.11 % |

|  | 1.23 % |

#### Concejo municipal
| Partido / Coalición / G.S.C.                  | Tipo                   | Candidato mayor votado         | Votos  | Porcentaje | Curules |
| --------------------------------------------- | ---------------------- | ------------------------------ | ------ | ---------- | ------- |
| Partido Cambio Radical                        | Abierta                | Vivian Rosa Moreno Castrillo   | 4.432  | 21,63%     | 3/13    |
| Partido Liberal                               | Abierta                | Edinson de Jesús Chaparro Meza | 4.302  | 21,19%     | 3/13    |
| Partido Alianza Social Independiente          | Abierta                | José Antonio Rincón Pérez      | 3.438  | 16,74%     | 2/13    |
| Partido de la Unión por la Gente              | Abierta                | Dainer Pallares Quintero       | 2.519  | 12,23%     | 2/13    |
| Partido Conservador                           | Abierta                | Amarildo Rafael Molina Trillo  | 1.891  | 9,14%      | 1/13    |
| Coalición AV - MIRA                           | Abierta                | Armando Vides Castro           | 2.086  | 10,10%     | 1/13    |
| Movimiento Alternativo Indígena y Social MAIS | Abierta                | Maryluz Vergel Rodriguez       | 962    | 4,65%      | 0/13    |
| Fuerza Ciudadana                              | Abierta                | Antonio Dita                   | 263    | 1,31%      | 0/13    |
| Coalición Pacto Histórico                     | Abierta                | Javier Enrique Moreno Guevara  | 254    | 1,42%      | 0/13    |
| Movimiento de Salvación Nacional              | Abierta                | Jorge Eliécer Santander Valle  | 18     | 0,08%      | 0/13    |
| G.S.C. Por un Camino Diferente                | Segundo lugar Alcaldía | Mario José Machado Nieto       | 0      | 0%         | 1/13    |
| Votos en blanco                               | Votos en blanco        | Votos en blanco                | 293    |            |         |
| Votos nulos                                   | Votos nulos            | Votos nulos                    | 518    |            |         |
| Tarjetas no marcadas                          | Tarjetas no marcadas   | Tarjetas no marcadas           | 445    |            |         |
| Total votos válidos                           | Total votos válidos    | Total votos válidos            | 20.458 | 20.458     | 20.458  |

     – Partidos que no superaron el umbral

##### Concejales electos
| Concejal Electo                  | Partido o Coalición                    | Votos   |
| -------------------------------- | -------------------------------------- | ------- |
| Vivian Rosa Moreno Castrillo     | Partido Cambio Radical                 | 701     |
| Adier Emilio Bruies Ochoa        | Partido Cambio Radical                 | 549     |
| María Victoria Arzuaga Manjarrez | Partido Cambio Radical                 | 531     |
| Edinson de Jesús Chaparro Meza   | Partido Liberal                        | 726     |
| Luis Gabriel Valero Flórez       | Partido Liberal                        | 493     |
| Oscar Andrés Parejo Cudris       | Partido Liberal                        | 476     |
| José Antonio Rincón Pérez        | Partido Alianza Social Independiente   | 703     |
| César Miguel Zambrano Turizo     | Partido Alianza Social Independiente   | 646     |
| Dainer Pallares Quintero         | Partido de la Unión por la Gente       | 517     |
| José Miguel Martínez Villa       | Partido de la Unión por la Gente       | 465     |
| Armando Vides Castro             | Coalición Alianza Verde y Partido MIRA | 798     |
| Amarildo Rafael Molina Trillo    | Partido Conservador Colombiano         | 651     |
| Mario José Machado Nieto         | G.S.C. Un Camino Diferente             | [ n 1 ] |

### La Paz

#### Candidatos a alcaldía
|  | 53.24 % |

|  | 42.50 % |

|  | 1.73 % |

|  | 0.93 % |

|  | 0.91 % |

|  | 0.00 % |

|  | 0.66 % |

|  | 0.89 % |

|  | 0.82 % |

#### Concejo municipal
| Partido / Coalición / G.S.C.                  | Tipo                 | Candidato mayor votado             | Votos  | Porcentaje | Curules |
| --------------------------------------------- | -------------------- | ---------------------------------- | ------ | ---------- | ------- |
| Partido Cambio Radical                        | Abierta              | Yadira Quiroga León                | 3.501  | 24,47%     | 3/13    |
| Partido de la Unión por la Gente              | Abierta              | Cindy Carolina Zuleta Zuleta       | 2.683  | 18,54%     | 4/13    |
| Partido Conservador Colombiano                | Abierta              | Lain Herald Rodríguez Britto       | 1.284  | 14,83%     | 2/13    |
| Partido Alianza Social Independiente          | Abierta              | Eduardo de Jesús Ovalle Oñate      | 1.760  | 11,68%     | 2/13    |
| Movimiento de Salvación Nacional              | Abierta              | Katherine Leonor Quintero Guerrero | 1.485  | 10,80%     | 1/13    |
| Partido Liberal Colombiano                    | Abierta              | Belsica María Calle Moscote        | 1.346  | 8,95%      | 1/13    |
| Partido Ecologista Colombiano                 | Abierta              | Gustavo Junior Guerra Márquez      | 499    | 3,42%      | 0/13    |
| Partido la Fuerza de la Paz                   | Abierta              | Juan Camilo Torres Pabón           | 388    | 2,91%      | 0/13    |
| Partido Colombia Renaciente                   | Abierta              | Sadith de Jesús Barreto Contreras  | 222    | 1,69%      | 0/13    |
| Partido Alianza Democrática Amplia            | Abierta              | Antonio María Mieles Betin         | 201    | 1,36%      | 0/13    |
| Movimiento Alternativo Indígena y Social MAIS | Abierta              | Albeiro Ovalle López               | 4      | 0,02%      | 0/13    |
| Votos en blanco                               | Votos en blanco      | Votos en blanco                    | 181    |            |         |
| Votos nulos                                   | Votos nulos          | Votos nulos                        | 348    |            |         |
| Tarjetas no marcadas                          | Tarjetas no marcadas | Tarjetas no marcadas               | 561    |            |         |
| Total votos válidos                           | Total votos válidos  | Total votos válidos                | 14.354 | 14.354     | 14.354  |

     – Partidos que no superaron el umbral

##### Concejales electos
| Concejal Electo                    | Partido o Coalición                  | Votos   |
| ---------------------------------- | ------------------------------------ | ------- |
| Yadira Quiroga León                | Partido Cambio Radical               | 542     |
| Elbert Ardila Ramírez              | Partido Cambio Radical               | 538     |
| Betty Milena Quiroga García        | Partido Cambio Radical               | 370     |
| Cindy Carolina Zuleta Zuleta       | Partido de la Unión por la Gente     | 499     |
| Sagni Viviana Oyola Yanet          | Partido de la Unión por la Gente     | 467     |
| Edinson Augusto Mejía Calderón     | Partido de la Unión por la Gente     | 465     |
| Lain Herald Rodríguez Britto       | Partido Conservador Colombiano       | 580     |
| Daniel Alexander Castro Durán      | Partido Conservador Colombiano       | 322     |
| Eduardo de Jesús Ovalle Oñate      | Partido Alianza Social Independiente | 547     |
| Yosimar Rosso Camelo               | Partido Alianza Social Independiente | 428     |
| Katherine Leonor Quintero Guerrero | Movimiento de Salvación Nacional     | 263     |
| Belsica María Calle Moscote        | Partido Liberal                      | 325     |
| Juan Bautista Calderón Cotes       | Partido de la Unión por la Gente     | [ n 1 ] |

### Manaure Balcón del Cesar

#### Candidatos a alcaldía
|  | 45.54 % |

|  | 29.50 % |

|  | 24.37 % |

|  | 0.19 % |

|  | 0.05 % |

|  | 0.32 % |

|  | 0.47 % |

|  | 0.60 % |

#### Concejo municipal
| Partido / Coalición / G.S.C.                  | Tipo                 | Candidato mayor votado          | Votos | Porcentaje | Curules |
| --------------------------------------------- | -------------------- | ------------------------------- | ----- | ---------- | ------- |
| Partido Alianza Social Independiente          | Abierta              | Javier Andrés Gutiérrez Montaño | 1.736 | 26,14%     | 3/11    |
| Partido Liberal                               | Abierta              | José Alfonso Torres Pacheco     | 1.342 | 20,62%     | 3/11    |
| Partido Cambio Radical                        | Abierta              | Omar Enrique Montaño Oñate      | 985   | 15,02%     | 2/11    |
| Partido de la Unión por la Gente              | Abierta              | Hernán Gregorio Saurith Escobar | 857   | 14,07%     | 1/11    |
| Partido Conservador                           | Abierta              | Wilfrido Sánchez Rodríguez      | 610   | 9,36%      | 1/11    |
| Movimiento Alternativo Indígena y Social MAIS | Abierta              | Alirio de la Hoz Santiago       | 390   | 5,74%      | 0/11    |
| Partido Comunes                               | Abierta              | Wilman Aldana Chacón            | 214   | 3,30%      | 0/11    |
| Partido Nuevo Liberalismo                     | Abierta              | Yasser Lennyn Rosado Álvarez    | 202   | 3,01%      | 0/11    |
| Partido Centro Democrático                    | Abierta              | Sait José Polo Lázaro           | 63    | 0,89%      | 0/11    |
| Votos en blanco                               | Votos en blanco      | Votos en blanco                 | 90    |            |         |
| Votos nulos                                   | Votos nulos          | Votos nulos                     | 116   |            |         |
| Tarjetas no marcadas                          | Tarjetas no marcadas | Tarjetas no marcadas            | 164   |            |         |
| Total votos válidos                           | Total votos válidos  | Total votos válidos             | 6.489 | 6.489      | 6.489   |

     – Partidos que no superaron el umbral

##### Concejales electos
| Concejal Electo                      | Partido o Coalición                                                              | Votos   |
| ------------------------------------ | -------------------------------------------------------------------------------- | ------- |
| Javier Andrés Gutiérrez Montaño      | Partido Alianza Social Independiente                                             | 373     |
| Carlos Armando Hernández Ballesteros | Partido Alianza Social Independiente                                             | 293     |
| Jairo José Jaime Melo                | Partido Alianza Social Independiente                                             | 284     |
| José Alfonso Torres Pacheco          | Partido Liberal                                                                  | 285     |
| Jhon Aliver Contreras Toro           | Partido Liberal                                                                  | 244     |
| Bella Luz Quiceno Pereira            | Partido Liberal                                                                  | 219     |
| Omar Enrique Montaño Oñate           | Partido Cambio Radical                                                           | 191     |
| Andrés Mauricio Peinado Añez         | Partido Cambio Radical                                                           | 161     |
| Hernán Gregorio Saurith Escobar      | Partido de la Unión por la Gente                                                 | 231     |
| Wilfrido Sánchez Rodríguez           | Partido Conservador Colombiano                                                   | 177     |
| Alveiro Ardila Rodríguez             | Trabajemos a Conciencia (Partido Conservador Colombiano, Partido Cambio Radical) | [ n 1 ] |

### Pailitas

#### Candidatos a alcaldía
|  | 46.30 % |

|  | 45.18 % |

|  | 2.79 % |

|  | 2.69 % |

|  | 1.57 % |

|  | 0.02 % |

|  | 1.41 % |

|  | 0.88 % |

|  | 0.78 % |

#### Concejo municipal
| Partido / Coalición / G.S.C.                  | Tipo                 | Candidato mayor votado            | Votos  | Porcentaje | Curules |
| --------------------------------------------- | -------------------- | --------------------------------- | ------ | ---------- | ------- |
| Movimiento Alternativo Indígena y Social MAIS | Abierta              | Carmelo Suárez Velázquez          | 3.179  | 30,34%     | 4/11    |
| Partido Liberal Colombiano                    | Abierta              | Gubernel Gelvez Castro            | 2.419  | 22,87      | 3/11    |
| Partido de la Unión por la Gente              | Abierta              | José Agustín Ortega Zorrilla      | 1.579  | 15,34%     | 2/11    |
| Partido Alianza Verde                         | Abierta              | Omar Stiven Gil Navarro           | 1.337  | 12,98%     | 1/11    |
| Partido Alianza Social Independiente          | Abierta              | Gustavo Arengas Ballesteros       | 1.046  | 10,08%     | 1/11    |
| Partido Nuevo Liberalismo                     | Abierta              | Claudia Rocío Grimaldos Grimaldos | 470    | 4,51%      | 0/11    |
| Partido Dignidad & Compromiso                 | Abierta              | Juan Pablo Picón Urquijo          | 302    | 2,86%      | 0/11    |
| Partido la Fuerza de la Paz                   | Abierta              | Leny Astrid Farelo Carvajal       | 10     | 0,09%      | 0/11    |
| Votos en blanco                               | Votos en blanco      | Votos en blanco                   | 80     |            |         |
| Votos nulos                                   | Votos nulos          | Votos nulos                       | 245    |            |         |
| Tarjetas no marcadas                          | Tarjetas no marcadas | Tarjetas no marcadas              | 316    |            |         |
| Total votos válidos                           | Total votos válidos  | Total votos válidos               | 10.412 | 10.412     | 10.412  |

     – Partidos que no superaron el umbral

##### Concejales electos
| Concejal Electo                    | Partido o Coalición                           | Votos |
| ---------------------------------- | --------------------------------------------- | ----- |
| Carmelo Suárez Velázquez           | Movimiento Alternativo Indígena y Social MAIS | 569   |
| Ingrid Gisella Carrero Carrascal   | Movimiento Alternativo Indígena y Social MAIS | 500   |
| Heriberto Rafael Jaramillo Minorta | Movimiento Alternativo Indígena y Social MAIS | 491   |
| Heneil Rubio Ibáñez                | Movimiento Alternativo Indígena y Social MAIS | 365   |
| Gubernel Gelvez Castro             | Partido Liberal                               | 397   |
| Tony David Contreras Capataz       | Partido Liberal                               | 327   |
| Jon Jairo Quintero Ortega          | Partido Liberal                               | 317   |
| José Agustín Ortega Zorrilla       | Partido de la Unión por la Gente              | 486   |
| Bayron Esteban Mosquera Galvis     | Partido de la Unión por la Gente              | 375   |
| Omar Stiven Gil Navarro            | Partido Alianza Verde                         | 351   |
| Gustavo Arengas Ballesteros        | Alianza Social Independiente                  | 271   |

### Pelaya

#### Candidatos a alcaldía
|  | 45.89 % |

|  | 44.11 % |

|  | 7.57 % |

|  | 1.53 % |

|  | 0.14 % |

|  | 0.03 % |

|  | 0.00 % |

|  | 0.70 % |

|  | 1.13 % |

|  | 0.79 % |

#### Concejo municipal
| Partido / Coalición / G.S.C.         | Tipo                 | Candidato mayor votado         | Votos  | Porcentaje | Curules |
| ------------------------------------ | -------------------- | ------------------------------ | ------ | ---------- | ------- |
| Partido Conservador                  | Abierta              | Deliver Fernando López Pedrozo | 2.478  | 23,38%     | 3/11    |
| Partido de la Unión por la Gente     | Abierta              | Johan David Pava Peinado       | 2.168  | 19,96%     | 2/11    |
| Partido Alianza Social Independiente | Abierta              | Yeison Pineda Torres           | 1.747  | 17,14%     | 2/11    |
| Partido Liberal                      | Abierta              | Hernán Cardozo Ramírez         | 1.752  | 16,46%     | 2/11    |
| Partido Alianza Verde                | Abierta              | Jorge Eliécer Rodelo Toro      | 1.527  | 14,62%     | 2/11    |
| Partido Cambio Radical               | Abierta              | Nelly Velázquez Gómez          | 349    | 3,39%      | 0/11    |
| Partido Nuevo Liberalismo            | Abierta              | Hernán José Trujillo Muñoz     | 340    | 3,34%      | 0/11    |
| Partido Demócrata Colombiano         | Abierta              | Brayan Enrique Dodino Muñoz    | 25     | 0,23%      | 0/11    |
| Partido Centro Democrático           | Abierta              | Sólo por la lista              | 20     | 0,17%      | 0/11    |
| Votos en blanco                      | Votos en blanco      | Votos en blanco                | 134    |            |         |
| Votos nulos                          | Votos nulos          | Votos nulos                    | 240    |            |         |
| Tarjetas no marcadas                 | Tarjetas no marcadas | Tarjetas no marcadas           | 394    |            |         |
| Total votos válidos                  | Total votos válidos  | Total votos válidos            | 10.540 | 10.540     | 10.540  |

     – Partidos que no superaron el umbral

##### Concejales electos
| Concejal Electo                | Partido o Coalición                  | Votos |
| ------------------------------ | ------------------------------------ | ----- |
| Deliver Fernando López Pedrozo | Partido Conservador Colombiano       | 483   |
| Edwin Arvey Quintero Quintero  | Partido Conservador Colombiano       | 396   |
| Juan Carlos Ospina             | Partido Conservador Colombiano       | 344   |
| Johan David Pava Peinado       | Partido de la Unión por la Gente     | 556   |
| Diana Patricia Agudelo Vargas  | Partido de la Unión por la Gente     | 436   |
| Yeison Pineda Torres           | Partido Alianza Social Independiente | 527   |
| Victor Julio Pérez Lindarte    | Partido Alianza Social Independiente | 283   |
| Hernán Cardozo Ramírez         | Partido Liberal                      | 300   |
| Leonel Orozco Padilla          | Partido Liberal                      | 273   |
| Jorge Eliécer Rodelo Toro      | Partido Alianza Verde                | 337   |
| Adriana Lucía Ramírez Bayena   | Partido Alianza Verde                | 221   |

### Pueblo Bello

#### Candidatos a alcaldía
|  | 44,68 % |

|  | 44.18 % |

|  | 10,38 % |

|  | 0.01 % |

|  | 0.73 % |

|  | 1.41 % |

|  | 2.05 % |

#### Concejo municipal
| Partido / Coalición / G.S.C.     | Tipo                 | Candidato mayor votado           | Votos  | Porcentaje | Curules |
| -------------------------------- | -------------------- | -------------------------------- | ------ | ---------- | ------- |
| Partido Cambio Radical           | Abierta              | Edison Villazón Pinto            | 3.577  | 32,44%     | 4/11    |
| Partido de la Unión por la Gente | Abierta              | Francisco Antonio Cuadros García | 2.623  | 24,53%     | 2/11    |
| Partido Conservador              | Abierta              | Andrés Mauricio Torres Ascanio   | 1.840  | 17,14%     | 2/11    |
| Partido Liberal                  | Cerrada              | Lista cerrada                    | 1.465  | 10,68%     | 1/11    |
| Partido Alianza Verde            | Abierta              | Sandra Milena Torres Torres      | 1.044  | 7,46%      | 1/11    |
| Fuerza Ciudadana                 | Cerrada              | Lista cerrada                    | 1.054  | 5,63%      | 1/11    |
| Votos en blanco                  | Votos en blanco      | Votos en blanco                  | 226    |            |         |
| Votos nulos                      | Votos nulos          | Votos nulos                      | 497    |            |         |
| Tarjetas no marcadas             | Tarjetas no marcadas | Tarjetas no marcadas             | 1.066  |            |         |
| Total votos válidos              | Total votos válidos  | Total votos válidos              | 11.829 | 11.829     | 11.829  |

     – Partidos que no superaron el umbral

##### Concejales electos
| Concejal Electo                    | Partido o Coalición              | Votos |
| ---------------------------------- | -------------------------------- | ----- |
| Edilson Villazón Pinto             | Partido Cambio Radical           | 1.106 |
| Alban Bohórquez Rangel             | Partido Cambio Radical           | 600   |
| Adriana Funkey Delgado Izquierdo   | Partido Cambio Radical           | 610   |
| Bunchanawi Izquierdo Suárez        | Partido Cambio Radical           | 400   |
| Francisco Antonio Cuadros García   | Partido de la Unión por la Gente | 496   |
| René José Montero                  | Partido de la Unión por la Gente | 495   |
| Andrés Mauricio Torres Ascanio     | Partido Conservador Colombiano   | 315   |
| Pablo Arias Chona                  | Partido Conservador Colombiano   | 303   |
| Roberto Robles Chaparro            | Partido Liberal                  | 1.465 |
| Sandra Milena Torres Torres        | Partido Alianza Verde            | 261   |
| Johanna Cecilia Chaparro Izquierdo | Fuerza Ciudadana                 | 1.054 |

### Río de Oro

#### Candidatos a alcaldía
|  | 55.91 % |

|  | 40.20 % |

|  | 2.11 % |

|  | 0.24 % |

|  | 1.51 % |

|  | 1.27 % |

|  | 1.80 % |

#### Concejo municipal
| Partido / Coalición / G.S.C.                  | Tipo                 | Candidato mayor votado          | Votos  | Porcentaje | Curules |
| --------------------------------------------- | -------------------- | ------------------------------- | ------ | ---------- | ------- |
| Partido Alianza Social Independiente          | Abierta              | Carlos Andrés Bayona Carrascal  | 2.178  | 18,55%     | 2/11    |
| Partido Conservador Colombiano                | Abierta              | Ángel Yacid Páez Rincón         | 1.885  | 16,69%     | 2/11    |
| Partido Centro Democrático                    | Abierta              | Carlos Roberto Quiñones Herrera | 1.652  | 14,17%     | 1/11    |
| Movimiento Alternativo Indígena y Social MAIS | Abierta              | Jesús Ernesto Lozano Sánchez    | 1.355  | 11,65%     | 1/11    |
| Partido Independientes                        | Abierta              | Adolfo Rizo Contreras           | 1.241  | 10,95%     | 2/11    |
| Partido En Marcha                             | Abierta              | Eduard Santana                  | 1.056  | 9,10%      | 1/11    |
| Partido de la Unión por la Gente              | Abierta              | Laureano Donaldo Trillos        | 978    | 8,50%      | 1/11    |
| Partido Cambio Radical                        | Abierta              | Emmanuel Yahil Lozano Durán     | 872    | 7,48%      | 1/11    |
| Partido Demócrata Colombiano                  | Abierta              | Miguel Ricardo Picón Ruedas     | 195    | 1,65%      | 0/11    |
| Votos en blanco                               | Votos en blanco      | Votos en blanco                 | 142    |            |         |
| Votos nulos                                   | Votos nulos          | Votos nulos                     | 337    |            |         |
| Tarjetas no marcadas                          | Tarjetas no marcadas | Tarjetas no marcadas            | 262    |            |         |
| Total votos válidos                           | Total votos válidos  | Total votos válidos             | 11.551 | 11.551     | 11.551  |

     – Partidos que no superaron el umbral

##### Concejales electos
| Concejal Electo                 | Partido o Coalición                           | Votos   |
| ------------------------------- | --------------------------------------------- | ------- |
| Carlos Andrés Bayona Carrascal  | Partido Alianza Social Independiente          | 1.061   |
| Jesús Ariel Cáceres Chinchilla  | Partido Alianza Social Independiente          | 641     |
| Ángel Yacid Páez Rincón         | Partido Conservador Colombiano                | 444     |
| Yorman Camilo Contreras Garcés  | Partido Conservador Colombiano                | 388     |
| Carlos Roberto Quiñones Herrera | Partido Centro Democrático                    | 513     |
| Adolfo Rizo Contreras           | Partido Independientes                        | 506     |
| Víctor Manuel Sánchez Barbosa   | Partido Independientes                        | [ n 1 ] |
| Jesús Ernesto Lozano Sánchez    | Movimiento Alternativo Indígena y Social MAIS | 789     |
| Eduard Santana                  | Partido En Marcha                             | 600     |
| Laureano Donaldo Trillos        | Partido de la Unión por la Gente              | 374     |
| Emmanuel Yahil Lozano Durán     | Partido Cambio Radical                        | 233     |

### San Alberto

#### Candidatos a alcaldía
|  | 33.10 % |

|  | 22.47 % |

|  | 21.70 % |

|  | 12.51 % |

|  | 6.51 % |

|  | 2.51 % |

|  | 0.26 % |

|  | 0.00 % |

|  | 0.90 % |

|  | 1.50 % |

|  | 0.73 % |

#### Concejo municipal
| Partido / Coalición / G.S.C.         | Tipo                 | Candidato mayor votado           | Votos  | Porcentaje | Curules |
| ------------------------------------ | -------------------- | -------------------------------- | ------ | ---------- | ------- |
| Partido Conservador                  | Abierta              | Oscar Mauricio Suárez Méndez     | 2.953  | 24,77%     | 4/13    |
| Partido Cambio Radical               | Abierta              | Gloria Cristina Serrano Sandoval | 2.304  | 19,70%     | 3/13    |
| Partido Liberal                      | Abierta              | José Antonio Henao Roa           | 2.000  | 16,98%     | 2/13    |
| Partido Alianza Social Independiente | Abierta              | Yeison Ortiz Pabón               | 1.219  | 10,86%     | 1/13    |
| Partido Ecologista Colombiano        | Abierta              | Dairo Méndez Daza                | 1.061  | 9,07%      | 2/13    |
| Partido Centro Democrático           | Abierta              | Elkin Maldonado Pabón            | 687    | 5,30%      | 1/13    |
| Partido Nuevo Liberalismo            | Abierta              | Maury Yizhak Bareño Martínez     | 606    | 5,36%      | 0/13    |
| Movimiento de Salvación Nacional     | Abierta              | Jhon Elio Olaya Mayorga          | 492    | 4,14%      | 0/13    |
| Partido En Marcha                    | Abierta              | Sólo por la lista                | 70     | 0,57%      | 0/13    |
| Votos en blanco                      | Votos en blanco      | Votos en blanco                  | 382    |            |         |
| Votos nulos                          | Votos nulos          | Votos nulos                      | 302    |            |         |
| Tarjetas no marcadas                 | Tarjetas no marcadas | Tarjetas no marcadas             | 578    |            |         |
| Total votos válidos                  | Total votos válidos  | Total votos válidos              | 11.775 | 11.775     | 11.775  |

     – Partidos que no superaron el umbral

##### Concejales electos
| Concejal Electo                      | Partido o Coalición            | Votos   |
| ------------------------------------ | ------------------------------ | ------- |
| Oscar Mauricio Suárez Méndez         | Partido Conservador Colombiano | 889     |
| Wilmer Jaimes Pinzón                 | Partido Conservador Colombiano | 357     |
| Andrés Mauricio Vega Pinilla         | Partido Conservador Colombiano | 347     |
| Milton Freddy Hernández Amaya        | Partido Conservador Colombiano | 261     |
| Gloria Cristina Serrano Sandoval     | Partido Cambio Radical         | 391     |
| Bresnhet Edu Sepúlveda Parra         | Partido Cambio Radical         | 221     |
| Johonny Jácome Camargo               | Partido Cambio Radical         | 213     |
| José Antonio Henao Roa               | Partido Liberal                | 399     |
| Javier Barajas Sepúlveda             | Partido Liberal                | 240     |
| Yeison Ortiz Pabón                   | Alianza Social Independiente   | 233     |
| Dairo Méndez Daza                    | Partido Ecologista Colombiano  | 209     |
| Joastinn Chapstiann Ortega Rodríguez | Partido Ecologista Colombiano  | [ n 1 ] |
| Elkin Maldonado Pabón                | Partido Centro Democrático     | 199     |

### San Diego

#### Candidatos a alcaldía
|  | 50.72 % |

|  | 38.91 % |

|  | 8.01 % |

|  | 0.99 % |

|  | 0.10 % |

|  | 0.00 % |

|  | 0.00 % |

|  | 0.00 % |

|  | 1.23 % |

|  | 0.87 % |

|  | 2.11 % |

#### Concejo municipal
| Partido / Coalición / G.S.C.         | Tipo                 | Candidato mayor votado         | Votos  | Porcentaje | Curules |
| ------------------------------------ | -------------------- | ------------------------------ | ------ | ---------- | ------- |
| Partido Conservador                  | Abierta              | Antonio Felipe Guerra Vargas   | 2.855  | 26,57%     | 3/11    |
| Partido En Marcha                    | Abierta              | Clara Marcela Márquez Guerra   | 1.982  | 16,60%     | 2/11    |
| Partido Alianza Social Independiente | Abierta              | Katherin Oñate Orozco          | 1.940  | 17,56%     | 2/11    |
| Partido de la Unión por la Gente     | Abierta              | José Luis Rodríguez Murgas     | 1.790  | 15,60%     | 2/11    |
| Partido Cambio Radical               | Abierta              | Gerardo Junior Arzuaga Suárez  | 1.342  | 12,23%     | 1/11    |
| Partido Liberal                      | Abierta              | Leonel Chona Quintero          | 794    | 7,10%      | 1/11    |
| Partido la Fuerza de la Paz          | Abierta              | Elvis Alexander Orozco Becerra | 183    | 1,63%      | 0/11    |
| Partido Nuevo Liberalismo            | Abierta              | Sólo por la lista              | 30     | 0,24%      | 0/11    |
| Partido Alianza Verde                | Abierta              | Sandra Milena Torres Rivera    | 67     | 0,59%      | 0/11    |
| Fuerza Ciudadana                     | Abierta              | Sólo por la lista              | 74     | 0,70%      | 0/11    |
| Votos en blanco                      | Votos en blanco      | Votos en blanco                | 124    |            |         |
| Votos nulos                          | Votos nulos          | Votos nulos                    | 240    |            |         |
| Tarjetas no marcadas                 | Tarjetas no marcadas | Tarjetas no marcadas           | 276    |            |         |
| Total votos válidos                  | Total votos válidos  | Total votos válidos            | 11.181 | 11.181     | 11.181  |

     – Partidos que no superaron el umbral

##### Concejales electos
| Concejal Electo               | Partido o Coalición                  | Votos |
| ----------------------------- | ------------------------------------ | ----- |
| Antonio Felipe Guerra Vargas  | Partido Conservador Colombiano       | 510   |
| Eduard Rosado Amaya           | Partido Conservador Colombiano       | 423   |
| Éver José Fuentes Mendoza     | Partido Conservador Colombiano       | 373   |
| Clara Marcela Márquez Guerra  | Partido En Marcha                    | 519   |
| Leonar José Rodríguez Vergel  | Partido En Marcha                    | 514   |
| Katherin Oñate Orozco         | Partido Alianza Social Independiente | 536   |
| Armando José Arzuaga Rubio    | Partido Alianza Social Independiente | 347   |
| José Luis Rodríguez Murgas    | Partido de la Unión por la Gente     | 436   |
| Javier Arias Cárdenas         | Partido de la Unión por la Gente     | 411   |
| Gerardo Junior Arzuaga Suárez | Partido Cambio Radical               | 357   |
| Leonel Chona Quintero         | Partido Liberal                      | 252   |

### San Martín

#### Candidatos a alcaldía
|  | 44.45 % |

|  | 33.32 % |

|  | 21.58 % |

|  | 0.62 % |

|  | 0.89 % |

|  | 1.04 % |

#### Concejo Municipal
| Partido / Coalición / G.S.C.                  | Tipo                 | Candidato mayor votado           | Votos  | Porcentaje | Curules |
| --------------------------------------------- | -------------------- | -------------------------------- | ------ | ---------- | ------- |
| Partido Liberal Colombiano                    | Abierta              | Jesús Andrés Manzano Rivero      | 2.647  | 19,97%     | 3/11    |
| Partido Conservador Colombiano                | Abierta              | Leyder Salvador Barbosa Chaverra | 1.488  | 17,27%     | 2/11    |
| Partido Alianza Verde                         | Abierta              | José Alfredo Torres Roa          | 1.597  | 11,88      | 1/11    |
| Partido Cambio Radical                        | Abierta              | Maribel Rivera Calderón          | 1.488  | 11,25%     | 1/11    |
| Partido En Marcha                             | Abierta              | Sneider Eduardo Díaz Sanguino    | 1.396  | 10,31%     | 1/11    |
| Autoridades Indígenas de Colombia             | Abierta              | Rubén Darío Monsalve Salazar     | 1.314  | 9,26%      | 1/11    |
| Partido de la Unión por la Gente              | Abierta              | Luis Alfredo Arias Ariza         | 1.028  | 7,57%      | 1/11    |
| Movimiento Alternativo Indígena y Social MAIS | Abierta              | Javier Dubán Quintero Saucedo    | 863    | 6,39%      | 0/11    |
| Partido Nuevo Liberalismo                     | Abierta              | Miguel Ángel Suárez Arias        | 420    | 3,14%      | 0/11    |
| Partido Colombia Renaciente                   | Abierta              | Cristian Albeiro García Ardila   | 135    | 1,00%      | 0/11    |
| Partido la Fuerza de la Paz                   | Abierta              | Miguel Ángel Álvarez Coronel     | 54     | 0,37%      | 0/11    |
| Votos en blanco                               | Votos en blanco      | Votos en blanco                  | 198    |            |         |
| Votos nulos                                   | Votos nulos          | Votos nulos                      | 349    |            |         |
| Tarjetas no marcadas                          | Tarjetas no marcadas | Tarjetas no marcadas             | 447    |            |         |
| Total votos válidos                           | Total votos válidos  | Total votos válidos              | 13.494 | 13.494     | 13.494  |

##### Concejales electos
| Concejal Electo                  | Partido o Coalición                              | Votos   |
| -------------------------------- | ------------------------------------------------ | ------- |
| Jesús Andrés Manzano Rivero      | Partido Liberal                                  | 592     |
| Juan Carlos Anaya Padilla        | Partido Liberal                                  | 547     |
| Yorlin Rocío Vargas Marín        | Partido Liberal                                  | 321     |
| Leyder Salvador Barbosa Chaverra | Partido Conservador Colombiano                   | 545     |
| Elías Marino Ovalle Suárez       | Partido Conservador Colombiano                   | 422     |
| José Alfredo Torres Roa          | Partido Alianza Verde                            | 286     |
| Maribel Rivera Calderón          | Partido Cambio Radical                           | 577     |
| Sneider Eduardo Díaz Sanguino    | Partido En Marcha                                | 334     |
| Rubén Darío Monsalve Salazar     | Autoridades Indígenas de Colombia                | 509     |
| Luis Alfredo Arias Ariza         | Partido de la Unión por la Gente                 | 311     |
| Jorge Armando Montaño Lindarte   | Coalición Trabajando por San Martín (CR-U-L-ASI) | [ n 1 ] |

### Tamalameque

#### Candidatos a alcaldía
|  | 51.92 % |

|  | 24.41 % |

|  | 19.39 % |

|  | 3.32 % |

|  | 0.93 % |

|  | 0.49 % |

|  | 1.71 % |

#### Concejo municipal
| Partido / Coalición / G.S.C.         | Tipo                 | Candidato mayor votado         | Votos | Porcentaje | Curules |
| ------------------------------------ | -------------------- | ------------------------------ | ----- | ---------- | ------- |
| Partido Cambio Radical               | Abierta              | Luis Rafael Miranda Moreno     | 1.372 | 18,36%     | 2/11    |
| Partido de la Unión por la Gente     | Abierta              | Martha Isabel Manzano Manzano  | 1.332 | 18,00%     | 2/11    |
| Partido Liberal                      | Abierta              | Harly Ashmet Salcedo Guerra    | 1.170 | 15,66%     | 2/11    |
| Partido Conservador Colombiano       | Abierta              | Nixon Contreras Sánchez        | 856   | 11,72%     | 1/11    |
| Partido Alianza Democrática Amplia   | Abierta              | Luis Alberto Sequea Pupo       | 570   | 7,80%      | 1/11    |
| Partido Nuevo Liberalismo            | Abierta              | Álvaro José Machuca Oliveros   | 807   | 10,90%     | 1/11    |
| Partido Alianza Social Independiente | Abierta              | Adel Pino Robles               | 567   | 7,82%      | 1/11    |
| Fuerza Ciudadana                     | Abierta              | Rafael Ramón Monsalvo Moreno   | 450   | 6,46%      | 0/11    |
| Partido la Fuerza de la Paz          | Abierta              | Jhon Jairo Zambrano Pedrozo    | 154   | 2,18%      | 0/11    |
| Partido Ecologista Colombiano        | Abierta              | Francisco José Pedraza Álvarez | 24    | 0,32%      | 0/11    |
| Votos en blanco                      | Votos en blanco      | Votos en blanco                | 64    |            |         |
| Votos nulos                          | Votos nulos          | Votos nulos                    | 126   |            |         |
| Tarjetas no marcadas                 | Tarjetas no marcadas | Tarjetas no marcadas           | 147   |            |         |
| Total votos válidos                  | Total votos válidos  | Total votos válidos            | 7.633 | 7.633      | 7.633   |

     – Partidos que no superaron el umbral

##### Concejales electos
| Concejal Electo                    | Partido o Coalición              | Votos   |
| ---------------------------------- | -------------------------------- | ------- |
| Luis Rafael Miranda Moreno         | Partido Cambio Radical           | 300     |
| Zullys Alexa Zayas Padilla         | Partido Cambio Radical           | 240     |
| Martha Isabel Manzano Manzano      | Partido de la Unión por la Gente | 235     |
| Adel Guerra Hoyos                  | Partido de la Unión por la Gente | 224     |
| Harly Ashmet Salcedo Guerra        | Partido Liberal                  | 267     |
| José Alfredo Contreras Rodríguez   | Partido Liberal                  | 254     |
| Nixon Contreras Sánchez            | Partido Conservador Colombiano   | 285     |
| Álvaro José Machuca Oliveros       | Partido Nuevo Liberalismo        | 214     |
| Luis Alberto Sequea Pupo           | Alianza Democrática Amplia       | 144     |
| Ediber Robles Mier                 | Alianza Social Independiente     | 253     |
| Yajaira Esther Montesinos Restrepo | Firmes por Tamalameque (U/L)     | [ n 1 ] |

### Valledupar

#### Candidatos a alcaldía[25]
|  | 39.74 % |

|  | 14.26 % |

|  | 11.88 % |

|  | 10.78 % |

|  | 6.09 % |

|  | 5.71 % |

|  | 3.21 % |

|  | 1.16 % |

|  | 2.40 % |

|  | 0.18 % |

|  | 0.00 % |

|  | 0.00 % |

|  | 0.00 % |

|  | 0.00 % |

#### Concejo municipal
| Partido / Coalición / G.S.C.                                | Tipo                                                        | Candidato mayor votado                                      | Votos   | Porcentaje | Curules |
| ----------------------------------------------------------- | ----------------------------------------------------------- | ----------------------------------------------------------- | ------- | ---------- | ------- |
| Partido Liberal                                             | Abierta                                                     | Juan José de Dios Castro Gutiérrez                          | 23.421  | 12,42%     | 3/19    |
| Partido de la Unión por la Gente                            | Abierta                                                     | Juan Camilo Arias Romero                                    | 21.512  | 12,18%     | 3/19    |
| Partido Conservador                                         | Abierta                                                     | Oswaldo Juan Díaz Ávila                                     | 21.350  | 11,78%     | 3/19    |
| Partido Cambio Radical                                      | Abierta                                                     | José Eduardo Gnecco Zuleta                                  | 16.734  | 9,72%      | 2/19    |
| Movimiento Alternativo Indígena y Social MAIS               | Abierta                                                     | Alexander Thomas Ramos                                      | 13,589  | 7,87%      | 2/19    |
| Coalición Unidos por Valledupar                             | Abierta                                                     | Jorge Luis Martínez Arzuaga                                 | 12.220  | 6,88%      | 1/19    |
| Partido Independientes                                      | Abierta                                                     | Ricardo José López Valera                                   | 11.507  | 6,52%      | 1/19    |
| Partido Alianza Social Independiente                        | Abierta                                                     | Ronald Arbey Castillejo de la Hoz                           | 9.858   | 5,67%      | 1/19    |
| Partido Centro Democrático                                  | Abierta                                                     | José Alberto Morillo Olivella                               | 9.023   | 5,12%      | 1/19    |
| Partido En Marcha                                           | Abierta                                                     | Diego Luis Viveros Ramos                                    | 7.759   | 4,45%      | 2/19    |
| Partido Demócrata Colombiano                                | Abierta                                                     | Pablo Emilio Valverde Campos                                | 5.888   | 3,38%      | 0/19    |
| Partido Nueva Fuerza Democrática                            | Abierta                                                     | Wilson Rodríguez Caballero                                  | 1.879   | 1,09%      | 0/19    |
| Partido Gente en Movimiento                                 | Abierta                                                     | José Enrique Gutiérrez Londoño                              | 1.968   | 1,13%      | 0/19    |
| Coalición Pacto Histórico                                   | Cerrada                                                     | Lista cerrada                                               | 4.473   | 2,45%      | 0/19    |
| Partido Ecologista Colombiano                               | Abierta                                                     | Elkin Buitrago Martínez                                     | 3.895   | 2,21%      | 0/19    |
| Partido la Fuerza de la Paz                                 | Abierta                                                     | Wilfrido Antonio Ospina Sánchez                             | 837     | 0,48%      | 0/19    |
| Partido Nuevo Liberalismo                                   | Abierta                                                     |                                                             |         |            | 0/19    |
| Comité Promotor del Voto en Blanco Oportunidades para Todos | Comité Promotor del Voto en Blanco Oportunidades para Todos | Comité Promotor del Voto en Blanco Oportunidades para Todos |         |            | N/A     |
| Comité Promotor del Voto en Blanco Vota Libre               | Comité Promotor del Voto en Blanco Vota Libre               | Comité Promotor del Voto en Blanco Vota Libre               |         |            | N/A     |
| Comité Promotor del Voto en Blanco Mi Valle                 | Comité Promotor del Voto en Blanco Mi Valle                 | Comité Promotor del Voto en Blanco Mi Valle                 |         |            | N/A     |
| Votos en blanco                                             | Votos en blanco                                             | Votos en blanco                                             | 10.107  |            |         |
| Votos nulos                                                 | Votos nulos                                                 | Votos nulos                                                 | 5.821   |            |         |
| Tarjetas no marcadas                                        | Tarjetas no marcadas                                        | Tarjetas no marcadas                                        | 7.349   |            |         |
| Total votos válidos                                         | Total votos válidos                                         | Total votos válidos                                         | 176.020 | 176.020    | 176.020 |

     – Partidos que no superaron el umbral

##### Concejales electos
| Concejal Electo                    | Partido o Coalición                                   | Votos   |
| ---------------------------------- | ----------------------------------------------------- | ------- |
| Juan José de Dios Castro Gutiérrez | Partido Liberal                                       | 4.791   |
| André David Molina Carvajal        | Partido Liberal                                       | 3.802   |
| Yesith Triana Amaya                | Partido Liberal                                       | 3.301   |
| Juan Camilo Arias Romero           | Partido de la Unión por la Gente                      | 4.542   |
| Luis Manuel Pérez Arzuaga          | Partido de la Unión por la Gente                      | 3.738   |
| Fabio José Mendoza Méndez          | Partido de la Unión por la Gente                      | 3.642   |
| Oswaldo Juan Díaz Ávila            | Partido Conservador Colombiano                        | 4.310   |
| Wilber Antonio Hinojosa Borrego    | Partido Conservador Colombiano                        | 3.392   |
| Leonardo José Mestre Socarrás      | Partido Conservador Colombiano                        | 3.258   |
| José Eduardo Gnecco Zuleta         | Partido Cambio Radical                                | 4.290   |
| José Wilson Ávila Díaz             | Partido Cambio Radical                                | 2.109   |
| Alexander Thomas Ramos             | Movimiento Alternativo Indígena y Social MAIS         | 3.107   |
| Wilfrido Ortiz Arias               | Movimiento Alternativo Indígena y Social MAIS         | 2.500   |
| Jorge Luis Martínez Arzuaga        | Unidos por Valledupar (AV-PDA-MIRA-D&C-C. Renaciente) | 1.665   |
| Ricardo José López Valera          | Partido Independientes                                | 2.233   |
| Ronald Harbey Castillejo de la Hoz | Partido Alianza Social Independiente                  | 2.614   |
| José Alberto Morillo Olivella      | Partido Centro Democrático                            | 3.448   |
| Diego Luis Viveros Ramos           | Partido En Marcha                                     | 1.436   |
| Christian José Moreno Villamizar   | Partido En Marcha                                     | [ n 1 ] |

#### Juntas Administradoras Locales
| Partido o Coalición                           | Votos | Porcentaje | Curules |
| --------------------------------------------- | ----- | ---------- | ------- |
| Partido Conservador                           |       |            | 0/181   |
| Partido de la Unión por la Gente              |       |            | 0/181   |
| Partido Centro Democrático                    |       |            | 0/181   |
| Partido Cambio Radical                        |       |            | 0/181   |
| Partido Nuevo Liberalismo                     |       |            | 0/181   |
| Partido Dignidad & Compromiso                 |       |            | 0/181   |
| Partido Gente en Movimiento                   |       |            | 0/181   |
| Partido la Fuerza de la Paz                   |       |            | 0/181   |
| Partido Nueva Fuerza Democrática              |       |            | 0/181   |
| Partido Independientes                        |       |            | 0/181   |
| Partido Alianza Social Independiente          |       |            | 0/181   |
| Movimiento Alternativo Indígena y Social MAIS |       |            | 0/181   |
| Partido Político MIRA                         |       |            | 0/181   |
| Votos en blanco                               |       |            |         |
| Votos nulos                                   |       |            |         |
| Tarjetas no marcadas                          |       |            |         |
| Total votos válidos                           |       |            |         |

#### Distribución de curules
| Partido o Coalición                           | C1 | C2 | C3 | C4 | C5 | C6 | AV | AB | AT | BD | CA | CH | EJ | EP | GU | GC | GA | GI | VA | LM | LC | LH | LV | LR | AZ | MA | PA | RI | SC | VJ | VG | Total |
| --------------------------------------------- | -- | -- | -- | -- | -- | -- | -- | -- | -- | -- | -- | -- | -- | -- | -- | -- | -- | -- | -- | -- | -- | -- | -- | -- | -- | -- | -- | -- | -- | -- | -- | ----- |
| Partido Conservador                           |    |    |    | 1  |    | 2  |    |    |    |    |    |    |    |    |    |    |    |    |    |    |    |    |    |    |    |    |    |    |    |    |    |       |
| Partido de la Unión por la Gente              | 2  | 1  |    |    |    |    |    |    |    |    |    |    |    |    |    |    |    |    |    |    |    |    |    |    |    |    |    |    |    |    |    |       |
| Partido Centro Democrático                    | 2  | 1  | 0  | 2  | 3  | 4  |    |    |    |    |    |    |    |    |    |    |    |    |    |    |    |    |    |    |    |    |    |    |    |    |    |       |
| Partido Cambio Radical                        | 1  | 3  | 4  | 3  | 3  |    |    |    |    |    |    |    |    |    |    | 7  |    |    | 7  |    |    |    |    |    |    |    |    |    |    |    |    |       |
| Partido Nuevo Liberalismo                     |    | 0  |    |    | 0  |    |    |    |    |    |    |    |    |    |    |    |    |    |    |    |    |    |    |    |    |    |    |    |    |    |    |       |
| Partido Dignidad & Compromiso                 |    | 0  | 1  | 0  |    |    |    |    |    |    |    |    |    |    |    |    |    |    |    |    |    |    |    |    |    |    |    |    |    |    |    |       |
| Partido Gente en Movimiento                   | 0  | 0  |    | 0  | 0  |    |    |    |    |    |    |    |    |    |    |    |    |    |    |    |    |    |    |    |    |    |    |    |    |    |    |       |
| Partido la Fuerza de la Paz                   |    |    |    |    | 0  |    |    |    |    |    |    |    |    |    |    |    |    |    |    |    |    |    |    |    |    |    |    |    |    |    |    |       |
| Partido Nueva Fuerza Democrática              |    |    | 0  |    |    |    |    |    |    |    |    |    |    |    |    |    |    |    |    |    |    |    |    |    |    |    |    |    |    |    |    |       |
| Partido Independientes                        |    | 0  | 1  |    | 0  |    |    |    |    |    |    |    |    |    |    |    |    |    |    |    |    |    |    |    |    |    |    |    |    |    |    |       |
| Partido Alianza Social Independiente          | 2  | 0  |    | 1  |    |    |    |    |    |    |    |    |    |    |    |    |    |    |    |    |    |    |    |    |    |    |    |    |    |    |    |       |
| Movimiento Alternativo Indígena y Social MAIS |    | 1  |    | 0  | 3  |    |    |    | 7  |    |    |    |    |    |    |    |    |    |    |    |    |    |    |    |    |    |    |    |    |    |    |       |
| Partido Político MIRA                         | 0  | 0  | 0  | 0  | 0  | 1  |    |    |    |    |    |    |    |    |    |    |    |    |    |    |    |    |    |    |    |    |    |    |    |    |    |       |
| Total curules                                 | 7  | 7  | 7  | 7  | 7  | 7  | 7  | 7  | 7  | 7  | 7  | 7  | 7  | 7  | 7  | 7  | 7  | 7  | 7  | 7  | 7  | 7  | 7  | 7  | 7  | 7  | 7  | 7  | 7  | 7  | 7  | 217   |